# Centre d’analyse et de recherche en droits humains
Le Centre d'analyse et de recherche en droits humains  (CARDH), organisme de droits humains à  but non  lucratif ayant pour  mission de contribuer au respect et à la promotion des droits et des principes postulés par la Déclaration universelle des droits de l’homme (DUDH), comme condition pour parvenir à la démocratie, à l’État de droit,  au développement durable, à la bonne gouvernance, à l’éradication de la pauvreté et à la réalisation des objectifs de développement durable (ODD), a été créé  en 2008.   

## Axes de travail du CARDH
Six axes de travail sont définis par le CARDH :
- Recherche ;

- Renforcement des capacités et partenariat ;

- Promotion et plaidoyer ;

- Monitoring et défense ;

- Appui à la transition démocratique ;

## Activités du CARDH
Voici les grandes activités du CARDH
- Salon des droits humains : L’objectif du Salon des droits humains est de créer un espace de réflexions et d’échanges entre les hauts responsables de l’État, des cadres de la société civile et des partenaires de la coopération internationale sur les droits humains, en adoptant une approche holistique. La première édition a eu lieu en décembre 2017[4].

- Table sectorielle  Organisation de droits humains et Police nationale d’Haïti : En mars 2020, le CARDH a lancé la Table sectorielle «  Organisation de droits humains et Police nationale d’Haïti  ». Ce projet vise à rapprocher ces deux entités travaillant dans leur domaine respectif en faveur des droits humains.
- Ensemble contre la corruption (ECC) : plateforme permettant de définir une action commune dans la lutte contre la corruption, en accompagnant les institutions dédiées à cette problématique : Unité de lutte contre la corruption (ULCC) ; Cour supérieure des comptes et du contentieux administratif (CSCCA) ; Commission nationale de marchés publics (CNMP)[5]…
- Plaidoyer
- Monitoring

## Sources
1. ↑  « Élections : Le Centre d’analyse et de recherche en droits humains appelle à anticiper la crise politique post/7 février 2021 en Haïti », AlterPress,‎ 27 mai 2020 (lire en ligne)
2. 1 2  « Qui sommes-nous Présentation du CARDH »
3. ↑  « Activites du CARDH »
4. ↑  « Le CARDH initie le premier salon des droits humains en Haïti », Le Nouvelliste,‎ 7 décembre 2017 (lire en ligne)
5. ↑  « Haïti/Covid-19/Reddition de comptes : Plusieurs organisations de droits humains dénoncent une première opération de corruption du gouvernement Jouthe...
dans l’achat de 18 millions de dollars de matériels sanitaires et hospitaliers en Chine », AlterPress,‎ 15 avril 2020 (lire en ligne)